# Simonyhof

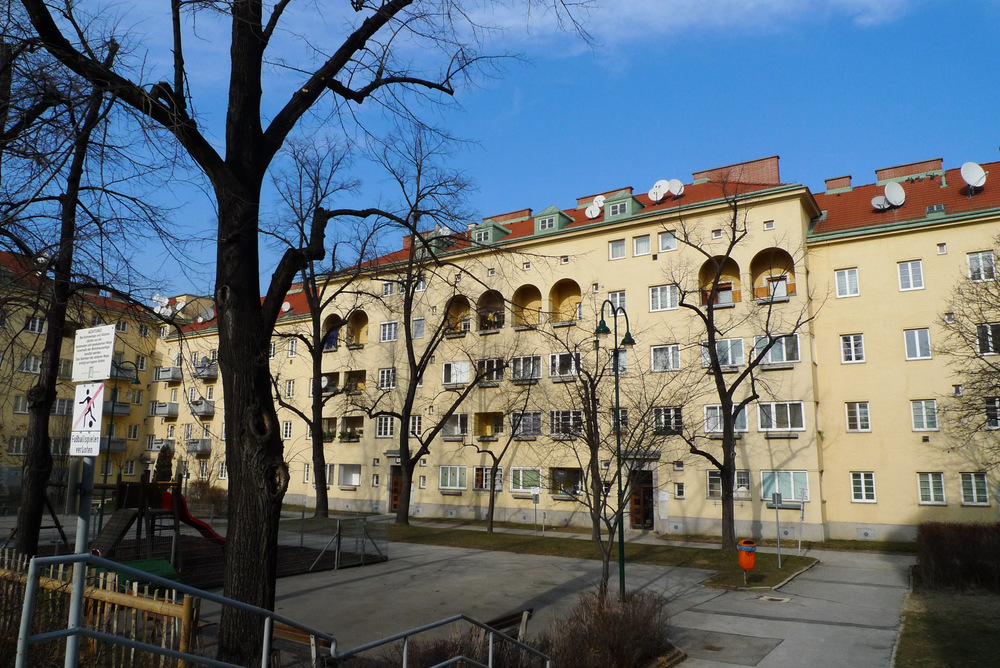
Simonyhof

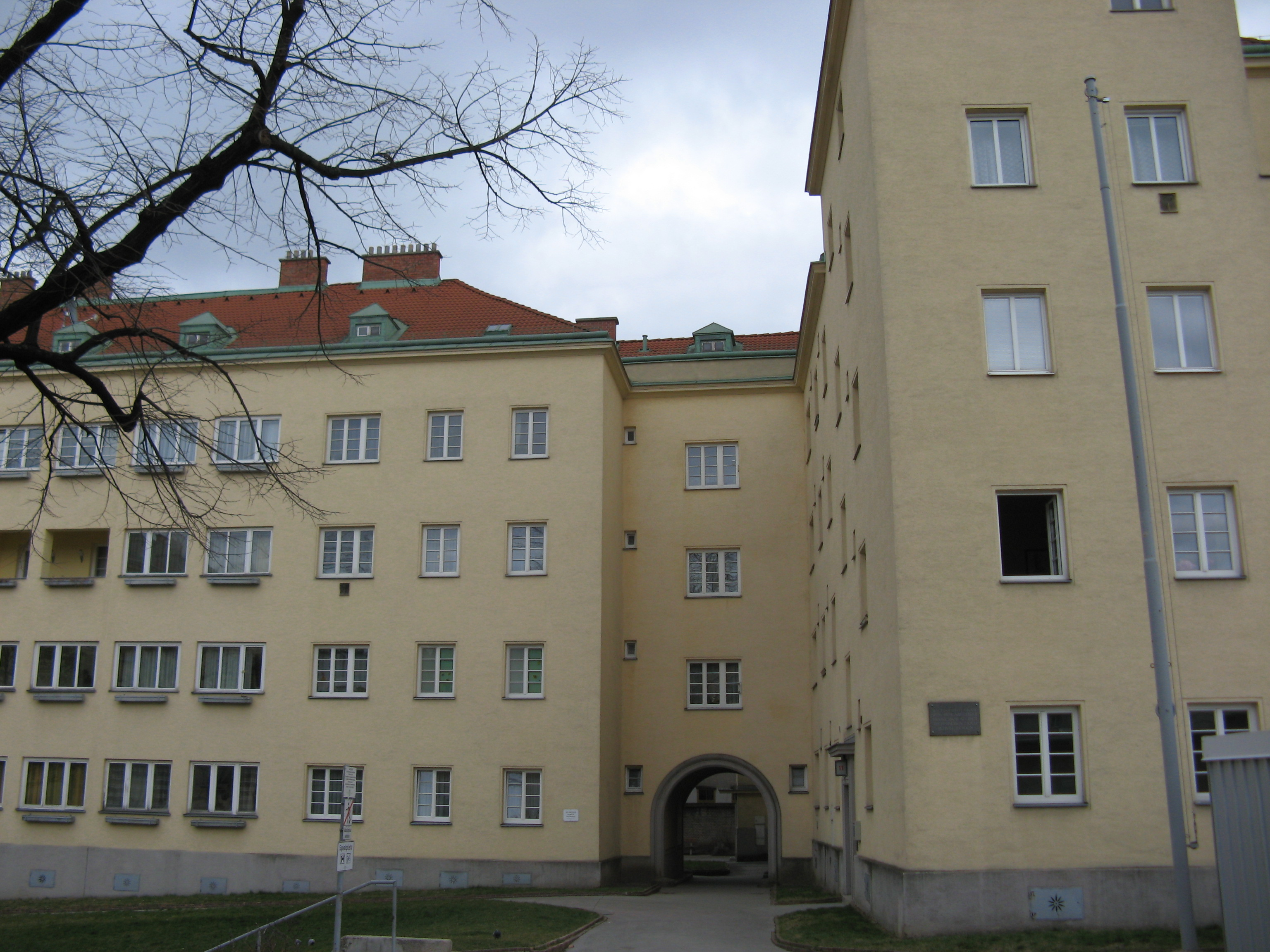
Simonyhof

Der Simonyhof ist eine städtische Wohnhausanlage der Gemeinde Wien im 12. Gemeindebezirk Meidling, die 1927–1928 nach Plänen von Leopold Simony errichtet wurde.

## Baubeschreibung
Der Simonyhof befindet sich an der Koppreitergasse 8–10 und wird von der Erlgasse und der Rollingergasse begrenzt. Er umfasst 167 Wohnungen auf 14 Stiegen. Es handelt sich um eine hufeisenförmige Verbauung um einen zur Straße hin offenen Gartenhof. Ohne eigentliche architektonische Schmuckformen zu besitzen, vereint die Anlage historistische und sachliche Stilelemente. Im Hof befanden sich Gemeinschaftseinrichtungen wie Kindergarten und Wäscherei.